# Anuanurunga
Anuanurunga  è un atollo dell'arcipelago delle isole Tuamotu nella Polinesia francese. Fa parte di un sottogruppo denominato Isole del Duca di Gloucester.

## Geografia
L'atollo più vicino è quello di Nukutepipi, che si trova a circa 22 km a est-sudest.
Anuanurunga è un piccolo atollo a forma di anello, e misura circa 3,3 km di diametro. La sua barriera corallina è abbastanza ampia, e racchiude completamente la piccola laguna. Ci sono quattro isole sulla sua barriera corallina, così come alcuni piccoli motu.
Anuanurunga è disabitato.

## Storia
Il primo europeo di cui si abbia notizia che visitò l'atollo Anuanurunga fu l'esploratore ed ufficiale della marina britannica Philip Carteret nel 1767; egli battezzò questo atollo Four Crowns (Quattro Corone).